# Ábrahámhegy, Veszprém
Ábrahámhegy  este un sat în districtul Tapolca, județul Veszprém, Ungaria, având o populație de 527 de locuitori (2011). 

## Demografie
Componența etnică a satului Ábrahámhegy
     Maghiari (97,8%)
     Germani (2,2%)
Componența confesională a satului Ábrahámhegy
     Romano-catolici (63,19%)
     Fără religie (3,42%)
     Reformați (2,28%)
     Luterani (1,14%)
     Necunoscută (29,98%)
Conform recensământului din 2011, satul Ábrahámhegy avea 527 de locuitori. Din punct de vedere etnic, majoritatea locuitorilor (97,8%) erau maghiari, cu o minoritate de germani (2,2%).  Din punct de vedere confesional, majoritatea locuitorilor (63,19%) erau romano-catolici, existând și minorități de persoane fără religie (3,42%), reformați (2,28%) și luterani (1,14%). Pentru 29,98% din locuitori nu este cunoscută apartenența confesională.